# Mando Ramos
Mando Ramos est un boxeur mexicano-américain né le 15 novembre 1948 à Long Beach, Californie, et mort le 6 juillet 2008.

## Carrière
Passé professionnel en 1965, il devient champion du monde des poids légers WBA et WBC le 18 février 1969 après sa victoire au 11e round contre Carlos Teo Cruz. Ramos conserve ses titres face à Yoshiaki Numata le 4 octobre 1969 puis perd au 11e round face à Ismael Laguna le 3 mars 1970. Il remporte à nouveau la ceinture WBC aux dépens de Pedro Carrasco le 18 février 1972 avant de la perdre définitivement en fin d'année face au mexicain Chango Carmona.